# Lendzsán megye

Iszfahán tartomány megyéinek elhelyezkedése

Lendzsán megye (perzsául: شهرستان لنجان ) Irán Iszfahán tartományának egyik délnyugati megyéje az ország középső részén. Északon Tirán és Karvan és Nadzsafábád, keleten Falávardzsán, délen Mobárake megyék, délnyugaton, nyugaton Csahármahál és Bahtijári tartomány határolják. Székhelye az 55 000 fős Zarrin Shahr városa. Második legnagyobb városa Fuladshahr. A megye lakossága 262 912 fő, területe 1 172 km². A megye három további kerületre oszlik: Központi kerület, Fuladshahr kerület és Bagh-e Bahadoran kerület. A megyében nyolc város található: Chamgardan, Charmahin, Bagh-e Bahadoran, Zarrin Shahr, Sedeh Lenjan, Varnamkhast, Fuladshahr, valamint Zayandeh Rud.
A megyén halad keresztül az 51-es főút, valamint a megyét átszeli a Zajánderud folyó.

## Fordítás
- Ez a szócikk részben vagy egészben  a   Lenjan County című angol Wikipédia-szócikk ezen változatának fordításán alapul.  Az eredeti cikk szerkesztőit annak laptörténete sorolja fel. Ez a jelzés csupán a megfogalmazás eredetét és a szerzői jogokat jelzi, nem szolgál a cikkben szereplő információk forrásmegjelöléseként.